# Hanne Reintoft
Hanne Reintoft (født Hanne Beha Erichsen 3. marts 1934 i København, død 20. januar 2025) var en dansk socialrådgiver, forfatter, brevkasseredaktør og tidligere folketingsmedlem, først for SF, derefter for VS og til sidst for DKP). Hun er søster til tv-produceren Bjørn Erichsen, globetrotteren og forfatteren Troels Kløvedal og direktør Lise Beha Erichsen.
Hun var datter af dyrlæge Asbjørn Beha Erichsen (1903-1971) og børnehaveleder Gurli Marie Larsen (1908-1954).
Hanne Reintoft voksede op på Østerbro. Hun blev student fra Sortedam Gymnasium i 1952, blev uddannet bogholder i 1955 og socialrådgiver fra Danmarks Sociale Højskole i 1957.
Hun arbejdede som socialrådgiver ved foreningen Ring i Ring (1957-1959), Mødrehjælpen i København (1959-1961) og i Direktoratet for Børne- og Ungdomsforsorgen (1961-1965). I 1966 blev hun ledende socialrådgiver ved Amtssygehuset i Glostrup, hvor hun arbejdede frem til 1980. Hun var medstifter af det gendannede Mødrehjælpen af 1983, hvor hun fungerede som direktør. Fra 1976-2004 var hun redaktør af DR's sociale brevkasse "Hvad er min ret og hvad er min pligt". Hun var fra 2004 og i en årrække brevkasseredaktør ved Ugebladet Søndag.
Hanne Reintoft besad desuden en lang række tillidsposter. Hun var formand for bestyrelsen i Mødrehjælpen af 1983 fra stiftelsen i 1983 frem til 1992. Frem til 1993 var hun desuden medlem af Etisk Råd. Hun har har modtaget en stribe anerkendelser og udmærkelser, bl.a. LO's Kulturpris og Cavlingprisen i 1983 (bl.a. for initiativet vedrørende gendannelsen af Mødrehjælpen), Modersmål-Selskabets Pris i 1996 og Dansk Kvindesamfunds Mathilde-pris i 2001.
Hun var gift tre gange, sidste gang med Knud Åge Leihøj, der døde i 2017.

## Politisk karriere
Hendes politiske karriere begyndte i Socialistisk Folkeparti, som hun meldte sig ind i, da partiet blev stiftet i 1959. Hun sad i partiets hovedbestyrelse fra 1967. Senere samme år blev hun medlem af Venstresocialisterne, der blev stiftet af en udbrydergruppe fra SF. Hun sad i VS' hovedbestyrelse fra 1967-1968. I 1966 blev hun valgt til kommunalbestyrelsen på Frederiksberg for SF, men repræsenterede senere VS. Hun var medlem af Folketinget første gang fra 1966-1971 og igen 1973-1976, fra 1966-1968 for SF, fra 1968 som løsgænger og fra 1970 for Danmarks Kommunistiske Parti.
Efter valget i 1968 blev hun formand for VS' folketingsgruppe, og blev dermed den første kvindelige gruppeformand i tinget. Allerede samme år forlod hun imidlertid partiet, efter at hun sammen med Kai Moltke havde stået i spidsen for gruppen "De 35", der ikke ville acceptere partiets fordømmelse af Sovjetunionens invasion af Tjekkoslovakiet. Selv sagde Reintoft, at udmeldelsen skyldtes, at hun opfattede VS som et parti for anarkister og blomsterbørn, og at det manglede organisation. Hun udgjorde den ene halvdel af Socialistisk Arbejdsgruppe mellem 1968 og 1970 sammen med Kai Molkte. I 1969 var hun medforfatter til pamfletten Oberstkup i Danmark?, der byggede på forfalskede dokumenter fremstillet af den sovjetiske efterretningstjeneste KGB.
Fra 1970 repræsenterede hun Danmarks Kommunistiske Parti, men røg ud ved valget i 1971. Ved valget i 1973 blev hun igen valgt til Folketinget, men nedlagde sit mandat i 1976. I 1982 meldte hun sig ud af DKP og var derefter ikke tilknyttet et politisk parti, om end hun i 2007 tilkendegav, at hun tidligere havde støttet Enhedslisten, men tøvede på grund af partiets opstilling af den kontroversielle kandidat Asmaa Abdol-Hamid.

## Social karriere
Efter indførslen af Bistandsloven i 1976 blev den version af Mødrehjælpen, der var stiftet i 1924 nedlagt. I perioden derefter blev flere opmærksomme på at der stadig var et behov for hjælp til mødre. Reintoft var en en drivkræfterne der hjalp til stiftelsen af den nye version af Mødrehjælpen, der de første år hed: Mødrehjælpen af 1983. For det arbejde og arbejdet med Radioens Sociale Brevkasse fik Reintoft i 1983 Cavlingprisen.